# Jingiella
Jingiella („pocta lidu etnika Ťing (angl. Jing)“) byl rod sauropodního dinosaura z čeledi Mamenchisauridae, žijícího v období pozdní jury (pravděpodobně věk kimmeridž - asi před 155 až 149 miliony let) na území dnešní jižní Číny (autonomní oblast Kuang-si).
Původně byl tento rod sauropoda nazván Jingia, ukázalo se však, že toto jméno již bylo použito dříve pro jistý druh hmyzu, proto v rámci pravidel zoologické nomenklatury muselo být změněno.

## Objev
Fosilie tohoto sauropoda byly objeveny v blízkosti města Tung-sing (v anglické transkripci Dongxing), a to ve vrstvách stejnojmenného geologického souvrství Dongxing (odtud také druhové jméno dinosaura). Objevena byla nekompletní postkraniální kostra, zejména obratle a několik kostí přední i zadní končetiny. Formálně popsán byl tento materiál v únoru roku 2024, typovým druhem byl původně Jingia dongxingensis. Rodové jméno Jingia však bylo použito již v roce 1983 pro jistý druh nočního motýla, proto musel být mamenchisauridní sauropod z Číny přejmenován.

## Zařazení
Jingiella byla zástupcem čeledi Mamenchisauridae a mezi blízké vývojové příbuzné tohoto taxonu patřil například rod Mamenchisaurus youngi, Chuanjiesaurus a Wamweracaudia. Vzdáleněji přibuzné pak byly například rody Analong nebo Rhomaleopakhus.